# Dezső Szentgyörgyi
Dezső Szentgyörgyi (n. 16 ianuarie 1915, Kőkút, d. 28 august 1971, Copenhaga) a fost asul aviației de vînătoare maghiare în timpul celui de al Doilea Război Mondial.

## În Forțele Aeriene ale Armatei Regale Maghiare
Dezső Szentgyörgyi și-a făcut studiile la Enying, iar la vârsta de 18 ani a intrat voluntar în Forțele Aeriene ale Armatei Regale Maghiare. Inițial a fost mecanic, dar ulterior a făcut școala de piloți de aviație la Székesfehérvár. În vara anului 1942 este transferat la Escadrila 1/1 „Dongó” (română Bondar) pe Frontul de Est. A zburat pe avioane Reggiane Re.2000 Falco (MÁVAG Héja) și Messerschmitt Bf 109G. Primul avion pe care îl doboară a fost un Heinkel He 111, german, doborât din greșeală. În continuare participă la 142 de misiuni obține alte 6 victorii aeriene.

### În Grupul „Puma”
La 1 mai 1944 se constituie Grupul de Vânătoare 101 „Puma”, iar Szentgyörgyi este transferat la Escadrila 101/2 „Retek” (română ridiche). Luptă împotriva aviației americane și doboară un P-38 Lightning, un P-51 Mustang și patru bombardiere B-24 Liberator. În 16 noiembrie 1944 este înaintat ofițer. După ce atacurile americane au încetat, sunt reluate misiunile împotriva aviației URSS. Până în 15 aprilie 1945 participă la 220 de misiuni, doboară 29 de avioane inamice, fiind creditat cu 33 de victorii aeriene (cvadrimotoarele se socoteau dublu). Este asul cu cele mai multe victorii aeriene ale aviației de vânătoare maghiare.

## După război
După război, între 1946 și 1949 zboară pentru MASZOVLET (Liniile Aeriene Maghiaro-Sovietice). Între anii 1950 și 1956 este închis de regimul comunist. Revine ca pilot la Malév (română Liniile Aeriene Maghiare), unde acumulează 12 334 de ore de zbor și peste 5 milioane de km. La 28 august 1971 moare într-un accident aviatic lângă Copenhaga în timp ce pilota un avion Iliușin Il-18 (HA-MOC). În mai puțin de trei săptămâni urma să iasă la pensie.
Actual, numele său, „Szentgyörgyi Dezső”, îl poartă Baza Aeriană nr. 59 a Armatei Maghiare, bază dotată cu avioane JAS 39 Gripen.